# Odeón (Múnich)

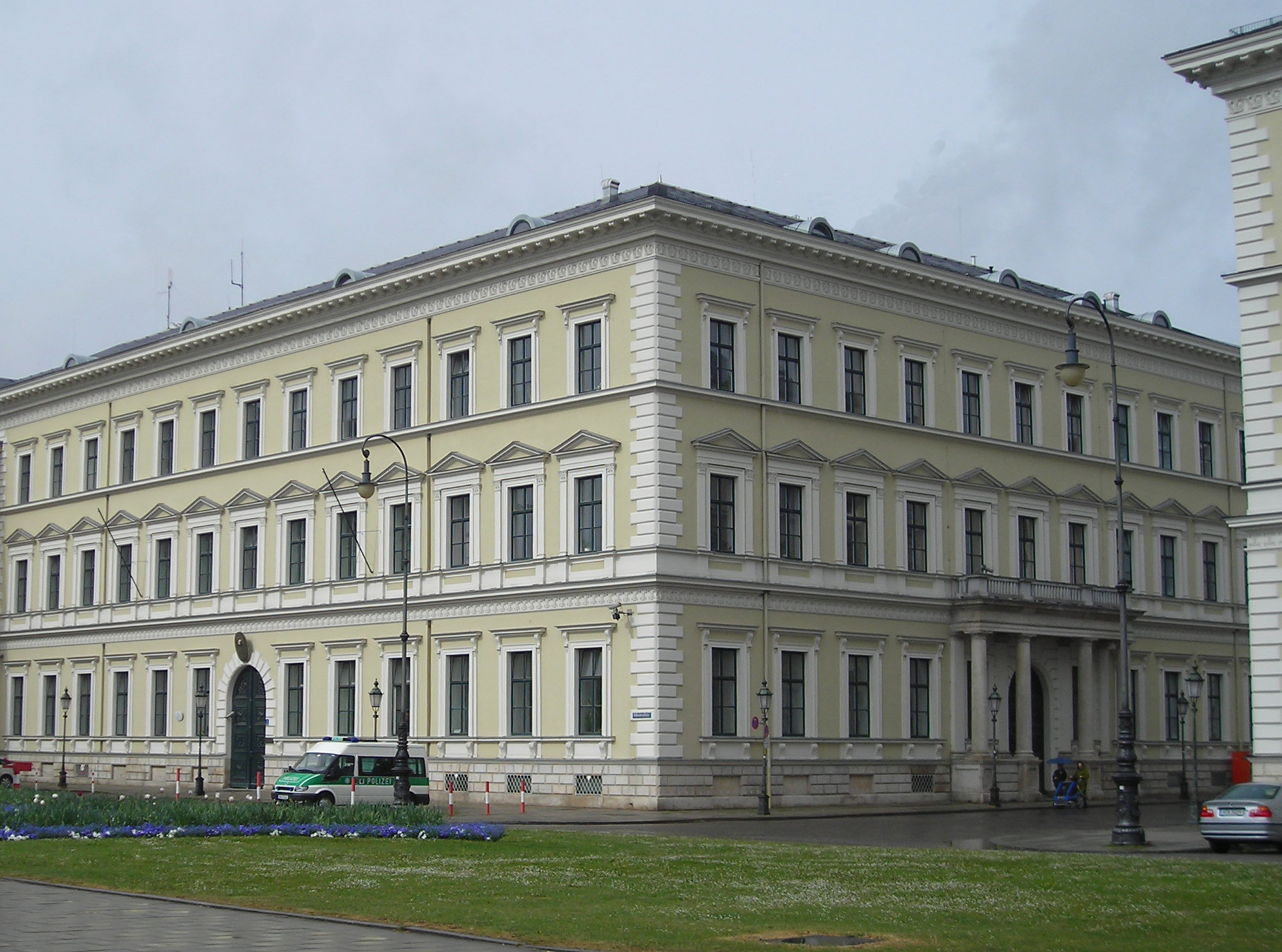
El exterior del Odeón desde la Ludwigstraße.

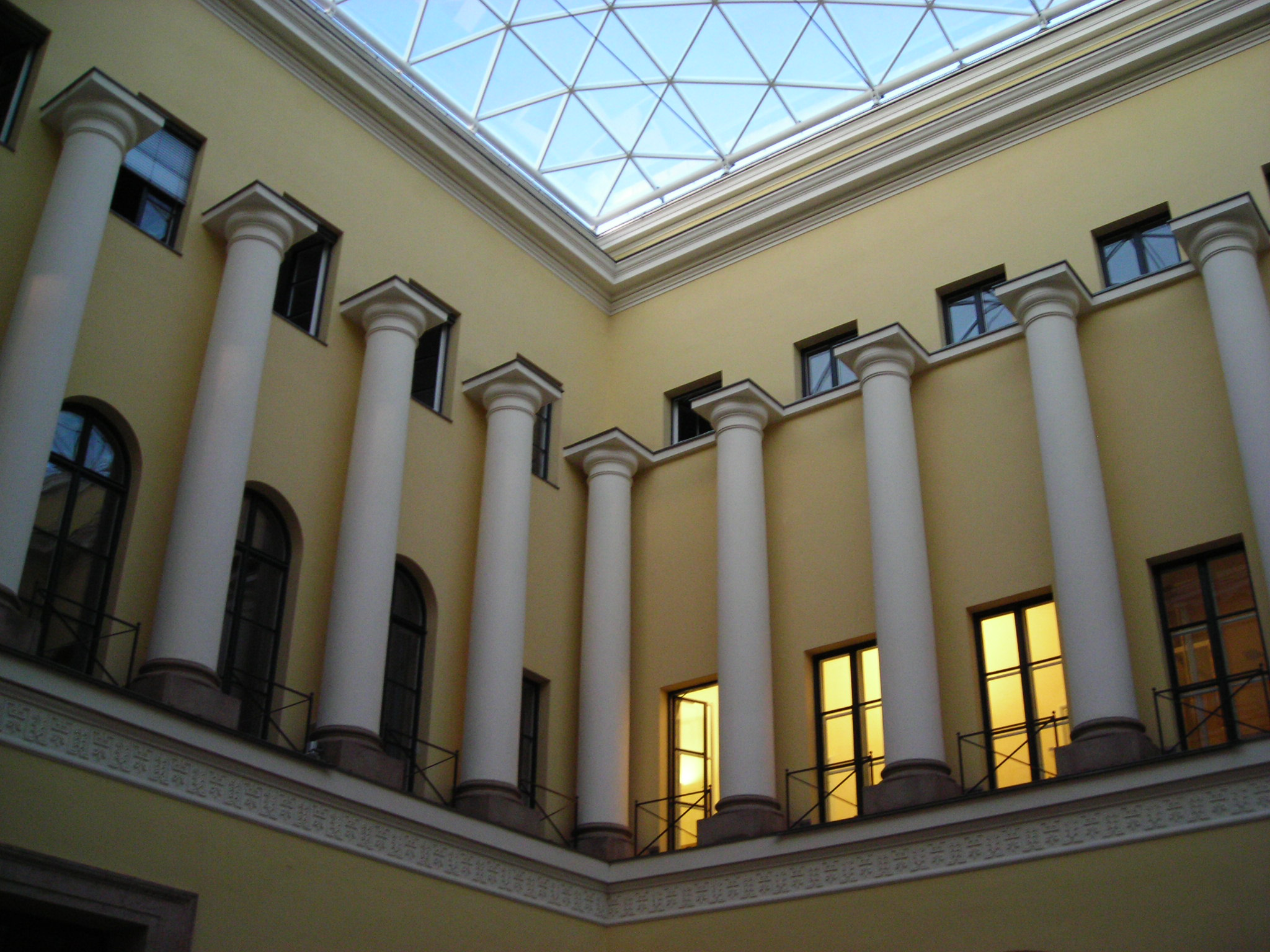
El patio interior, antiguo auditorio de conciertos, después de ser acristalado en 2007.

El Odeón es una antigua sala de conciertos situada en la Odeonsplatz de Múnich (Baviera, Alemania). Construido a principios del siglo xix según el diseño de Leo von Klenze como contrapunto al Palacio de Leuchtenberg, idéntico exteriormente, fue reconstruido después de que fuera destruido casi totalmente en la Segunda Guerra Mundial y actualmente alberga la sede del Ministerio del Interior de Baviera.

## Historia
El Odeón fue construido entre 1826 y 1828 por encargo del rey Luis I de Baviera y originalmente era una sala de conciertos y salón de baile. Klenze diseñó el exterior como un contrapunto idéntico al Palacio de Leuchtenberg, de manera que no hubiese ninguna indicación exterior de su función. El auditorio, que medía 23 x 28 metros y contaba con 1445 asientos, tenía dos columnatas superpuestas, que proporcionaban acceso en la planta baja y creaban una galería con una sala de estar, así como un techo de 15 metros de altura con un tragaluz. La orquesta estaba alojada en una exedra semicircular, detrás de la cual, en hornacinas, había bustos, realizados por Johannes Leeb, de los diez compositores considerados entonces como los más importantes de la historia de la música: Beethoven, Mozart, Gluck, Handel, Haydn, Vogler, Méhul, Weber, Cimarosa y Winter. El techo estaba decorado con frescos de estilo nazareno: Apolo entre las musas, de Wilhelm von Kaulbach; Apolo entre los pastores, de Adam Eberle; y El juicio de Midas, de Hermann Anschütz. La sala, que ha sido calificada como «una de las soluciones arquitectónicas clásicas más extraordinarias de las salas de conciertos», tenía una acústica excelente y era popular entre el público.
El edificio resultó gravemente dañado en un bombardeo aéreo en la noche del 25 de abril de 1944. A partir de 1951 fue reconstruido por Josef Wiedemann para que albergara el Ministerio del Interior de Baviera. La reconstrucción de la fachada se prolongó hasta 1954, y el antiguo auditorio fue transformado en un patio interior. Numerosos entusiastas de la música y de la arquitectura pidieron que fuera restaurado como espacio para conciertos, pero esto no fue viable técnica o financieramente. Unos años más tarde, el arquitecto conservacionista Erwin Schleich hizo campaña para que fuera reconstruido en la ubicación del Palacio de Leuchtenberg, también destruido en la guerra, pero pese al amplio apoyo cosechado por el Arbeitskreis Odeon («Grupo de Trabajo del Odeón») fundado por Schleich en 1960, ese proyecto también fue rechazado. Enfrentó a los conservacionistas más puristas, que sostenían que esta reconstrucción sería una «falsificación», con aquellos, como Schleich, que valoraban la «utilidad social» por encima de la autenticidad.
Entre 2003 y 2006, el patio fue cubierto con un techo acristalado (una cúpula reticulada) diseñado por el estudio de arquitectura Ackermann and Partner.